# Halowe Mistrzostwa Europy w Lekkoatletyce 1972 – bieg na 50 m kobiet
Bieg na 50 metrów kobiet – jedna z konkurencji biegowych rozgrywanych podczas halowych lekkoatletycznych mistrzostw Europy w hali Palais des Sports w Grenoble. Eliminacje, półfinały i bieg finałowy zostały rozegrane 12 marca 1972. Zwyciężyła reprezentantka Niemieckiej Republiki Demokratycznej Renate Stecher, który tym samym obroniła tytuł zdobyty na poprzednich mistrzostwach.

## Rezultaty

### Eliminacje
Rozegrano 4 biegi eliminacyjne, do których przystąpiło 19 biegaczek. Awans do półfinału dawało zajęcie jednego z pierwszych dwóch miejsc w swoim biegu (Q). Skład półfinałów uzupełniły cztery zawodniczki z najlepszym czasem wśród przegranych (q).
Opracowano na podstawie materiału źródłowego.
Bieg 1
| Miejsce | Zawodniczka    | Czas | Uwagi |
| ------- | -------------- | ---- | ----- |
| 1       | Renate Stecher | 6,33 | Q,    |
| 2       | Madeleine Cobb | 6,47 | Q     |
| 3       | Laura Nappi    | 6,59 |       |
| 4       | Mariana Goth   | 6,60 |       |

Bieg 2
| Miejsce | Zawodniczka          | Czas | Uwagi |
| ------- | -------------------- | ---- | ----- |
| 1       | Sylviane Telliez     | 6,37 | Q     |
| 2       | Elfgard Schittenhelm | 6,42 | Q     |
| 3       | Aurelia Mărășescu    | 6,55 |       |
| 4       | Cecilia Molinari     | 6,57 |       |
| 5       | Linda Haglund        | 6,62 |       |

Bieg 3
| Miejsce | Zawodniczka          | Czas | Uwagi |
| ------- | -------------------- | ---- | ----- |
| 1       | Inge Helten          | 6,36 | Q     |
| 2       | Sonia Lannaman       | 6,40 | Q     |
| 3       | Nadieżda Biesfamilna | 6,44 | q     |
| 4       | Monika Holzschuster  | 6,51 | q     |
| 5       | Tuula Rautanen       | 6,55 |       |

Bieg 4
| Miejsce | Zawodniczka        | Czas | Uwagi |
| ------- | ------------------ | ---- | ----- |
| 1       | Annegret Richter   | 6,35 | Q     |
| 2       | Michèle Beugnet    | 6,46 | Q     |
| 3       | Irena Szewińska    | 6,49 | q     |
| 4       | Christa Kepplinger | 6,50 | q     |
| 5       | Galina Mitrochina  | 6,61 |       |

### Półfinały
Rozegrano 2 biegi półfinałowe, w których wystartowało 12 biegaczek. Awans do finału dawało zajęcie jednego z trzech pierwszych miejsc w swoim biegu (Q).
Opracowano na podstawie materiału źródłowego.
Bieg 1
| Miejsce | Zawodniczka          | Czas | Uwagi |
| ------- | -------------------- | ---- | ----- |
| 1       | Renate Stecher       | 6,33 | Q,    |
| 2       | Inge Helten          | 6,39 | Q     |
| 3       | Elfgard Schittenhelm | 6,42 | Q     |
| 4       | Madeleine Cobb       | 6,49 |       |
| 5       | Michèle Beugnet      | 6,52 |       |
| 6       | Christa Kepplinger   | 6,54 |       |

Bieg 2
| Miejsce | Zawodniczka          | Czas | Uwagi |
| ------- | -------------------- | ---- | ----- |
| 1       | Annegret Richter     | 6,32 | Q, =  |
| 2       | Sylviane Telliez     | 6,35 | Q     |
| 3       | Irena Szewińska      | 6,44 | Q     |
| 4       | Sonia Lannaman       | 6,46 |       |
| 5       | Nadieżda Biesfamilna | 6,50 |       |
| 6       | Monika Holzschuster  | 6,50 |       |

### Finał
Opracowano na podstawie materiału źródłowego.
| Miejsce | Zawodniczka          | Czas | Uwagi |
| ------- | -------------------- | ---- | ----- |
| 1       | Renate Stecher       | 6,25 | WR    |
| 2       | Annegret Richter     | 6,28 | NR    |
| 3       | Sylviane Telliez     | 6,31 | NR    |
| 4       | Inge Helten          | 6,34 |       |
| 5       | Elfgard Schittenhelm | 6,34 |       |
| 6       | Irena Szewińska      | 6,39 | NR    |